# Cacatua-negra-de-cauda-amarela
A cacatua-negra-de-cauda-amarela (Zanda funerea) é uma cacatua grande, nativa do sudeste da Austrália, que mede de 55 a 65 cm de comprimento. Ela tem uma crista curta no topo da cabeça. Sua plumagem é predominantemente preta amarronzada e tem manchas amarelas proeminentes nas bochechas e uma faixa amarela na cauda. As penas do corpo têm bordas amarelas que dão uma aparência recortada. O macho adulto tem um bico preto e anéis oculares vermelho-rosados, e a fêmea tem um bico esbranquiçado e anéis oculares cinza. Em voo, as cacatuas-negras-de-cauda-amarela batem as asas lentamente, com um movimento fluido pesado e peculiar. Seus chamados altos e lamentosos podem ser ouvidos por longas distâncias. A cacatua-negra-de-cauda-amarela é encontrada em florestas temperadas e áreas florestais no sul e centro-leste de Queensland até o sudeste da Austrália Meridional, incluindo uma população muito pequena que persiste na Península de Eyre. Duas subespécies são reconhecidas, embora as populações da Tasmânia e do sul do continente da subespécie xanthanotus do sul possam ser suficientemente distintas entre si para elevar o total para três. As aves da subespécie funereus (de Queensland até o leste de Victoria) têm asas e caudas mais longas e plumagem mais escura em geral, enquanto as da subespécie xanthanotus (oeste de Victoria, Austrália Meridional e Tasmânia) têm recortes mais proeminentes. A subespécie whiteae é encontrada ao sul de Victoria até o leste da Austrália Meridional e é menor em tamanho.
A dieta da cacatua-negra-de-cauda-amarela inclui principalmente sementes de plantas nativas e introduzidas, além de se alimentar de larvas perfuradoras de madeira. Elas fazem seus ninhos em grandes buracos no alto de árvores nativas antigas (com mais de 200 anos), geralmente Eucalyptus regnans. Embora permaneçam comuns em grande parte de sua área de distribuição, a fragmentação do habitat e a perda de árvores grandes adequadas para nidificação causaram o declínio da população em Victoria e na Austrália Meridional. Além disso, a espécie pode perder a maior parte de sua área de distribuição no continente devido à mudança climática. Em alguns lugares, as cacatuas-negras-de-cauda-amarela parecem ter se adaptado parcialmente à recente alteração humana da paisagem e podem ser vistas com frequência em partes das cidades de Canberra, Sydney, Adelaide e Melbourne. A espécie não é comumente vista na avicultura, especialmente fora da Austrália. Como a maioria das espécies da ordem Psittaciformes, é protegida pela CITES, um acordo internacional que torna ilegal o comércio, a exportação e a importação de espécies selvagens capturadas listadas.

## Taxonomia e nomeação

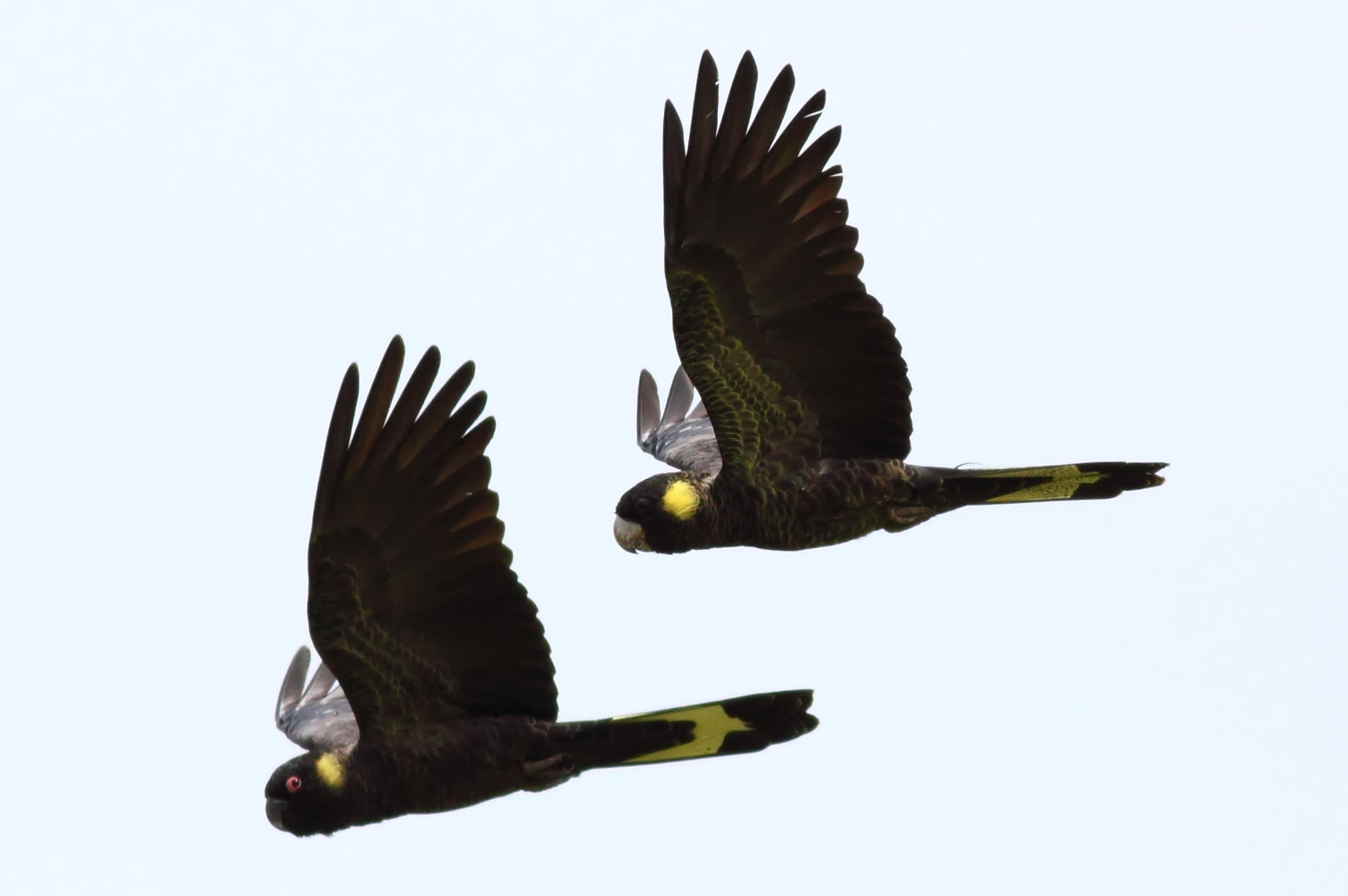
Um par voando em Victoria, na Austrália.

A cacatua-negra-de-cauda-amarela foi descrita pela primeira vez em 1794 pelo naturalista inglês George Kearsley Shaw como Psittacus funereus, seu nome específico funereus está relacionado à sua plumagem escura e sombria, como se estivesse vestida para um funeral. O zoólogo francês Anselme Gaëtan Desmarest reclassificou-a no novo gênero Calyptorhynchus [en] em 1826.
O ornitólogo John Gould conhecia a ave como a cacatua-funerária. “Cacatua-negra-de-cauda-amarela” foi designada como o nome oficial pela International Ornithologists' Union. Outros nomes comuns usados incluem cacatua-negra-de-orelha-amarela e wylah. Wy-la era um termo aborígine da região de Hunter, em Nova Gales do Sul, enquanto o nome Dharawal da região de Illawarra é Ngaoaraa. O cientista e autoridade em cacatuas Matt Cameron propôs a retirada do “negra” e a abreviação do nome para “cacatua-de-cauda-amarela”, explicando que nomes mais curtos são mais amplamente aceitos.
Entre as cacatuas-negras, as duas espécies de cauda branca da Austrália Ocidental (cacatua-negra-de-carnaby e cacatua-negra-de-baudin), juntamente com a cacatua-negra-de-cauda-amarela (Z. funerea) do leste da Austrália, formam o gênero Zanda [en]. As duas espécies de cauda vermelha, a cacatua-negra-de-cauda-vermelha (C. banksii) e a cacatua-preta-brilhante (C. lathami), formam o gênero Calyptorhynchus. As três espécies de Zanda eram anteriormente incluídas em Calyptorhynchus (e ainda o são por algumas autoridades), mas agora são amplamente colocadas em um gênero próprio devido a uma profunda divergência genética entre os dois grupos. Os dois gêneros diferem na cor da cauda, no padrão da cabeça, nos chamados de pedido por alimentos dos filhotes e no grau de dimorfismo sexual. Os machos e as fêmeas de Calyptorhynchus diferem acentuadamente na aparência, enquanto os de Zanda têm plumagem semelhante.
As três espécies do gênero Zanda têm sido consideradas como duas e depois como uma única espécie por muitos anos. Em um artigo de 1979, o ornitólogo australiano Denis A. Saunders [en] destacou a semelhança entre a cacatua-negra-de-carnaby e a raça sulista xanthanota da cacatua-negra-de-cauda-amarela e as tratou como uma única espécie, com a cacatua-negra-de-baudin como uma espécie distinta. Ele propôs que a Austrália Ocidental havia sido colonizada em duas ocasiões distintas, uma vez por um ancestral comum de todas as três formas (que se tornou a cacatua-negra-de-bico-longo) e, mais tarde, pelo que se tornou a cacatua-negra-de-bico-curto. No entanto, uma análise de aloenzimas proteicas publicada em 1984 revelou que as duas formas da Austrália Ocidental são mais intimamente relacionadas entre si do que com a cacatua-negra-de-cauda-amarela, e o consenso desde então tem sido tratá-las como três espécies separadas.
Dentro da espécie, duas subespécies são reconhecidas:
- Z. f. funerea, a forma nominal, é conhecida como cacatua-negra-de-cauda-amarela-do-leste. Ela é encontrada na região de Berserker Range, no centro de Queensland, ao sul de Nova Gales do Sul e no leste de Victoria. Ela se distingue por seu tamanho geral maior, cauda e asas mais longas e bico e garras maiores.[4][13]

- Z. f. xanthanota, conhecida como cacatua-negra-de-cauda-amarela-do-sul, é encontrada no oeste de Victoria, no sudeste da Austrália Meridional, nas ilhas do Estreito de Bass e na Tasmânia. Gould a descreveu em 1838 e, posteriormente, alterou sua grafia para “xanthonotus”. No entanto, o primeiro nome foi reconhecido como tendo precedência de acordo com as regras de nomenclatura do Código Internacional de Nomenclatura Zoológica e sua grafia foi preservada.[15] Saunders relatou em 1979 que os pássaros machos da Tasmânia tinham bicos mais largos do que seus parentes do continente e que as fêmeas da Tasmânia eram maiores do que os machos.[13] No entanto, essa observação ainda não foi reproduzida e a maioria das autoridades reconhece apenas duas subespécies. Se uma terceira subespécie for reconhecida, a subespécie do sul do continente seria denominada whiteae, tendo sido nomeada assim por Gregory Mathews em 1912, e o nome xanthanotus, originalmente aplicado a um espécime da Tasmânia, seria restrito à população da Tasmânia.[16]

## Descrição

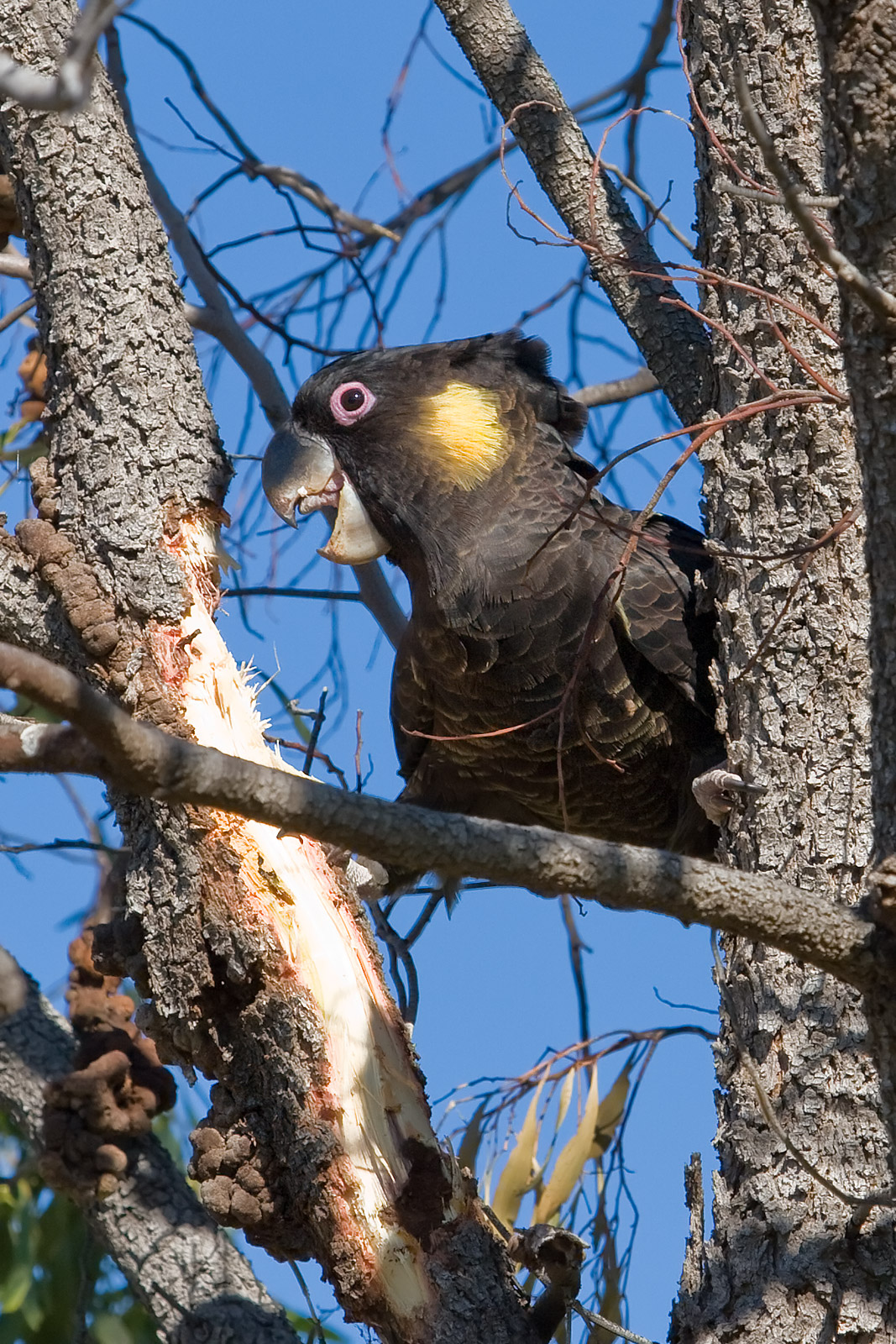
Um macho retirando a casca de uma árvore em en, Victoria, Austrália.

A cacatua-negra-de-cauda-amarela mede de 55 a 65 cm de comprimento e pesa de 750 a 900 gramas. Ela tem uma crista móvel curta no topo da cabeça e a plumagem é, em sua maioria, preta-acastanhada com margens de penas mais claras no pescoço, nuca e asas, e faixas amarelas claras nas penas da cauda. As caudas das aves da subespécie funereus medem cerca de 33 cm, com um comprimento médio de cauda 5 cm maior do que a da xanthanotus. Os pássaros funereus machos pesam, em média, cerca de 731 g e as fêmeas pesam cerca de 800 g. Os pássaros da raça xanthanotus no continente são, em média, mais pesados do que os pássaros da Tasmânia; os machos no continente pesam, em média, cerca de 630 g e as fêmeas, 637 g, enquanto os da Tasmânia pesam, em média, 583 e 585 g, respectivamente. Tanto os pássaros da raça xanthanotus do continente quanto os da Tasmânia têm, em média, cerca de 28 cm de comprimento de cauda. A plumagem é de um marrom-preto mais sólido na subespécie do leste, enquanto a raça do sul tem um amarelo mais pronunciado nas partes inferiores.
A cacatua-negra-de-cauda-amarela macho tem um bico preto, uma mancha amarela opaca atrás de cada olho e anéis oculares rosados ou avermelhados. A fêmea tem anéis oculares cinzentos e manchas amarelas mais brilhantes e mais claramente definidas nas bochechas. As aves imaturas têm uma plumagem mais opaca no geral e anéis oculares cinzentos; O bico superior do macho imaturo escurece até ficar preto aos dois anos de idade, começando na base do bico e se espalhando ao longo de dez semanas. O bico inferior escurece mais tarde, por volta dos quatro anos de idade. O bico alongado tem uma maxila (bico superior) pontiaguda, adequada para escavar larvas de galhos e troncos de árvores. Os registros do momento em que o anel ocular muda de cinza para rosa nos pássaros machos são escassos, mas foram registrados entre um e quatro anos de idade. O fazendeiro australiano e ornitólogo amador John Edgar Courtney [en] propôs que a semelhança entre os anéis oculares juvenis e femininos impedia que os machos adultos se tornassem agressivos com os pássaros mais jovens. Ele também observou que os anéis oculares ficam mais brilhantes em machos agressivos. A ecdise parece ocorrer em estágios ao longo de um ano e é pouco compreendida.
A cacatua-negra-de-cauda-amarela se distingue de outras aves de plumagem escura por sua cauda amarela e marcas nas orelhas, além de seu canto de contato. Partes de sua área de distribuição se sobrepõem à área de distribuição de duas espécies de cacatua que têm faixas vermelhas na cauda, cacatua-negra-de-cauda-vermelha e a cacatua-preta-brilhante. As espécies de corvos podem parecer semelhantes quando vistas voando à distância; no entanto, os corvos têm caudas mais curtas, uma batida de asa mais rápida e cantos diferentes.
Uma ave totalmente amarela, sem pigmento preto, foi registrada em Wauchope [en], Nova Gales do Sul, em dezembro de 1996, e permaneceu como parte do grupo local de cacatuas por quatro anos. Aves com plumagem parcialmente amarela foram registradas em diferentes áreas de Victoria. Outra ave totalmente amarela foi descoberta em 2024 e está alojada no Santuário de Vida Selvagem de Bonorong [en].

## Distribuição e habitat

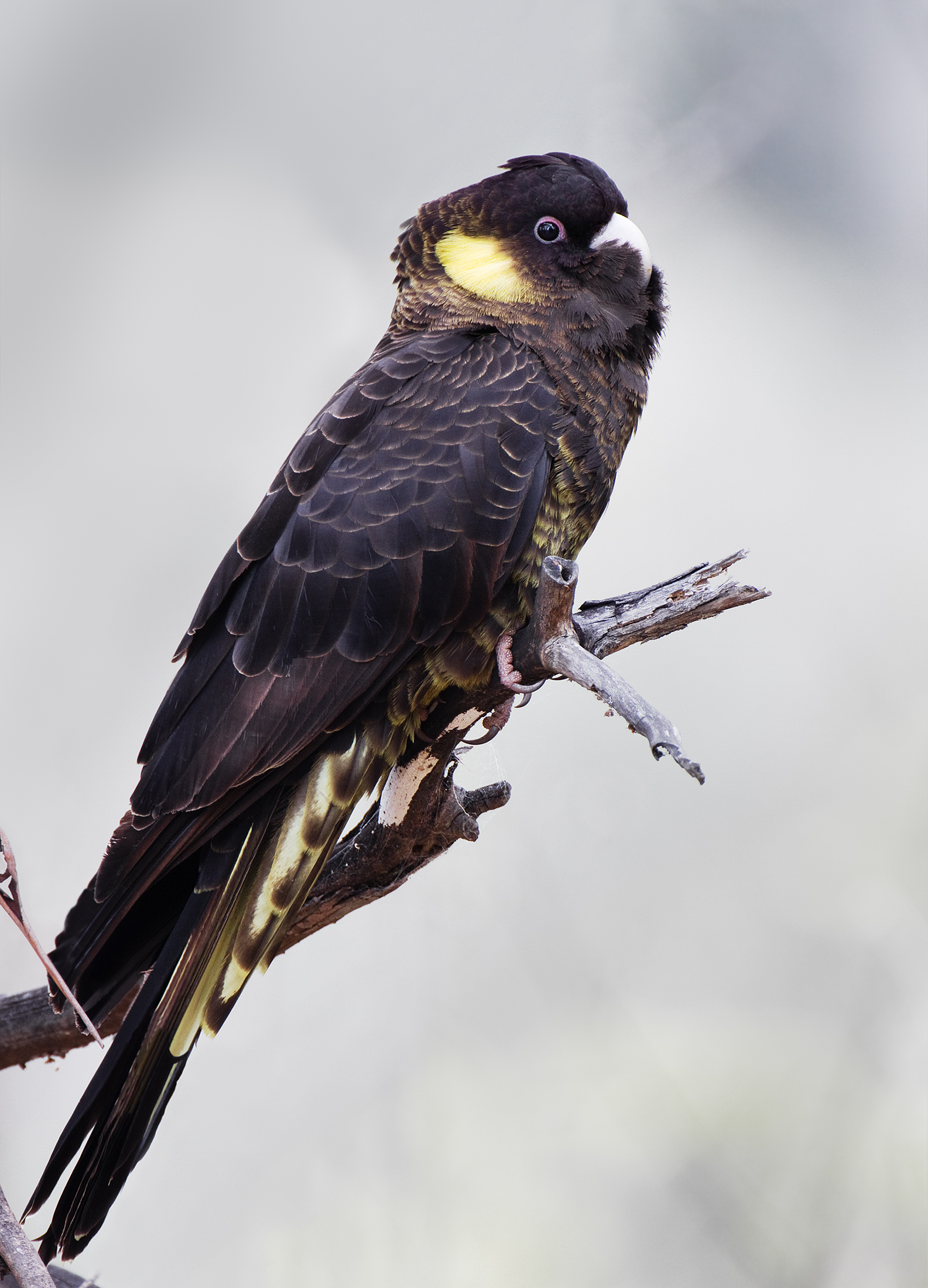
Um macho imaturo (menos de dois anos de idade) da raça xanthanota na Ilha Bruny, Tasmânia, Austrália.

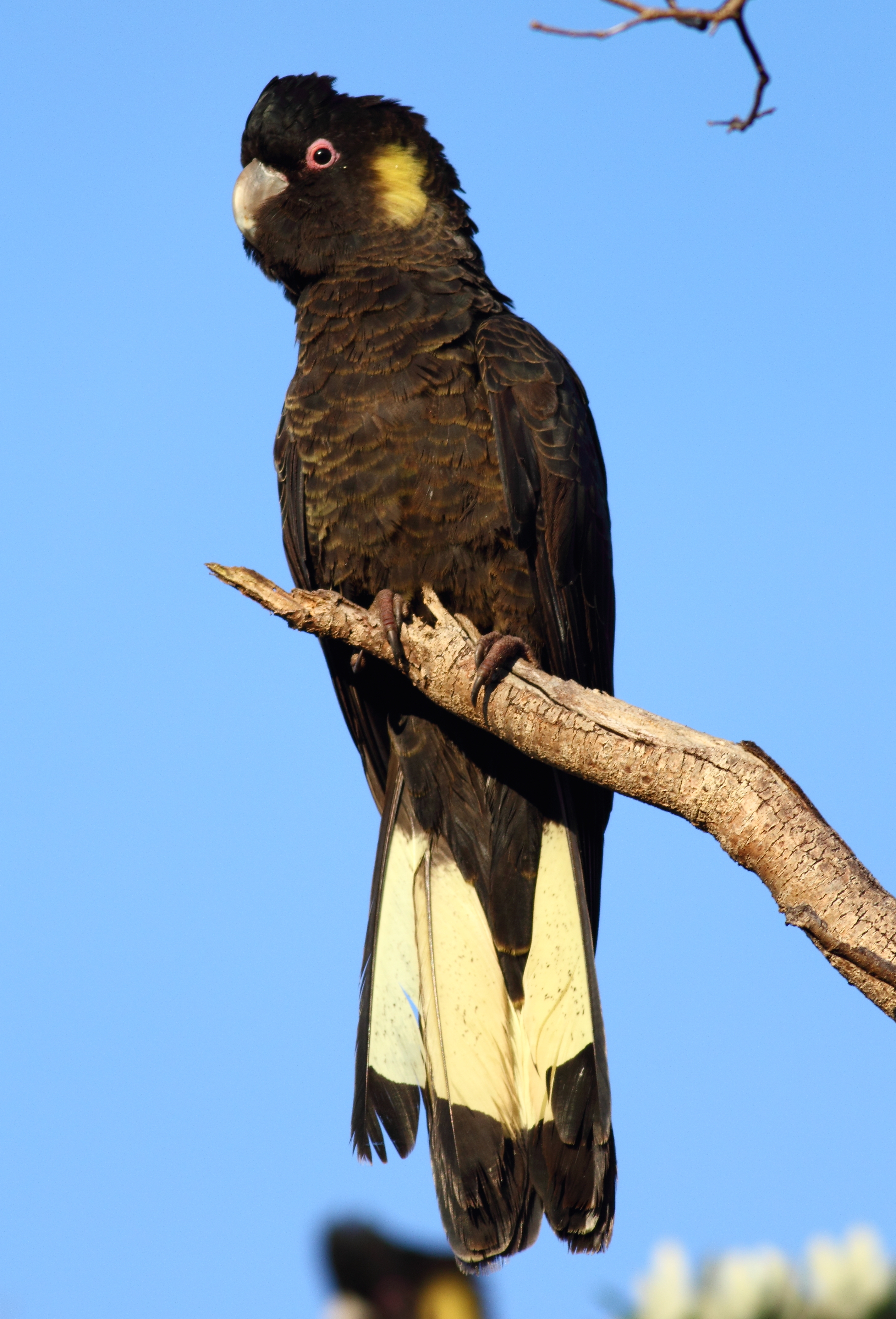
Macho adulto da raça funereus em Victoria, Austrália.

A cacatua-negra-de-cauda-amarela é encontrada a até 2.000 m acima do nível do mar no sudeste da Austrália, incluindo a ilha da Tasmânia e as ilhas do Estreito de Bass (ilhas King, Flinders, Cape Barren [en]), e também na Ilha dos Cangurus. Na Tasmânia e nas ilhas do Estreito de Bass, é a única cacatua nativa de cor preta. No continente, ela é encontrada nas proximidades de Gin Gin [en] e Gympie [en], no sudeste e centro-leste de Queensland, ao sul de Nova Gales do Sul, onde ocorre ao longo da Cordilheira Australiana e na costa, e na maior parte de Victoria, no canto norte e noroeste, até as cordilheiras Coorong e Mount Lofty, no sudeste da Austrália do Sul. Uma pequena população de 30 a 40 aves habita a Península de Eyre. Lá, elas são encontradas em florestas de Eucalyptus cladocalyx na península inferior e migram para as áreas de mallee na península norte após a reprodução. Há evidências de que as aves na costa sul de Nova Gales do Sul se deslocam de áreas elevadas para áreas mais baixas em direção à costa no inverno. São geralmente comuns ou localmente muito comuns em uma ampla gama de hábitos, embora tendam a ser localmente raros nos limites de sua área de distribuição. Sua área de reprodução é restrita a áreas com grandes árvores antigas.
Os pássaros preferem florestas temperadas nativas, embora também sejam onipresentes em plantações de pinheiros e, ocasionalmente, em áreas urbanas, desde que haja um suprimento abundante de alimentos. Eles também se espalharam para partes dos subúrbios de Sydney, especialmente em campos de golfe, plantações de pinheiros e parques ou perto deles, como o Centennial Park [en] nos subúrbios do leste. Não está claro se isso é adaptativo ou se é devido à perda de habitat em outros lugares. Na área urbana de Melbourne, eles foram registrados no Yarra Bend Park [en]. As "Queimadas do Sábado Negro" de 2009 parecem ter causado perda suficiente de seu habitat natural para que eles também fossem avistados em outras partes das áreas urbanas de Melbourne. Além disso, prevê-se que a mudança climática causará uma grande perda de habitat no continente australiano. Eles também são encontrados ao longo da península Mornington.

## Ecologia e comportamento

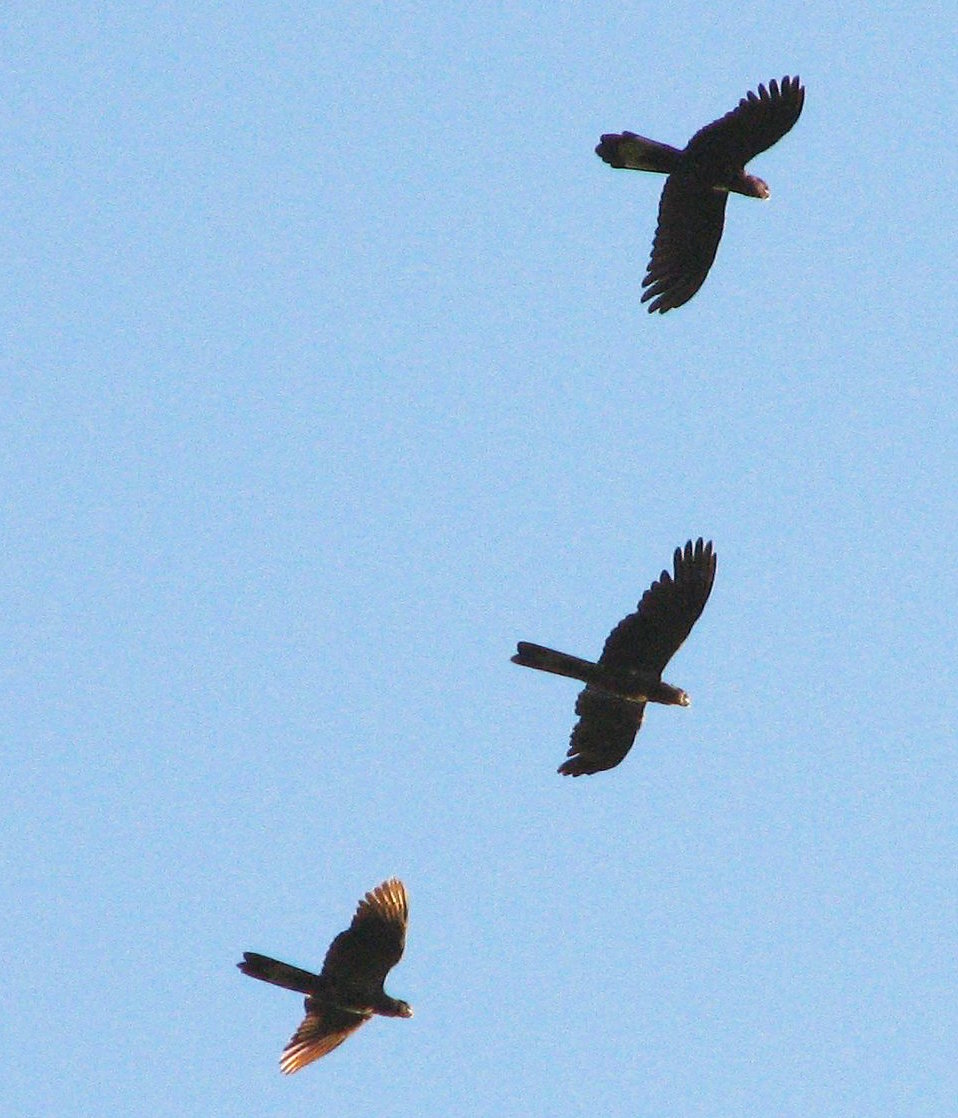
Uma família sobrevoando a Tasmânia.

As cacatuas-negras-de-cauda-amarela são diurnas, barulhentas e ruidosas, e geralmente são ouvidas antes de serem vistas. Elas fazem longas viagens voando a uma altura considerável enquanto chamam umas às outras, e geralmente são vistas voando alto em pares, ou trios compostos por um par e seus filhotes, ou pequenos grupos. Fora da estação reprodutiva, no outono ou no inverno, podem se reunir em bandos de cem aves ou mais, enquanto as interações familiares entre pares ou trios são mantidas. Em geral, são aves cautelosas, embora possam ser menos tímidas em áreas urbanas e suburbanas. Em geral, ficam nas árvores, vindo ao nível do solo apenas para inspecionar pinhas de Banksia caídas ou para beber. O voo é fluido e foi descrito como “preguiçoso”, com batidas de asa lentas.
Os eucaliptos altos que emergem sobre outras árvores em áreas arborizadas são escolhidos como locais de pouso. É nesse local que as cacatuas descansam para passar a noite e também descansam para se abrigar do calor do dia. Elas costumam se socializar antes do anoitecer, alimentando os filhotes e voando acrobaticamente. Os bandos retornam ao poleiro mais cedo em caso de mau tempo.
O canto usual é um canto de contato agudo, kee-ow ... kee-ow ... kee-ow, feito enquanto voam ou se empoleiram, e pode ser ouvido de longe. As aves também podem fazer um grito de alarme estridente. Eles também fazem um chamado suave e risonho ao procurar larvas de mariposas da família Cossidae. Os adultos normalmente são silenciosos quando se alimentam, enquanto os filhotes fazem frequentes e barulhentos chamados de pedido. A ave-lira-soberba pode imitar o chamado de contato da cacatua-negra-de-cauda-amarela adulta com algum sucesso.

### Reprodução
A estação reprodutiva varia de acordo com a latitude, ocorrendo de abril a julho em Queensland, de janeiro a maio no norte de Nova Gales do Sul, de dezembro a fevereiro no sul de Nova Gales do Sul e de outubro a fevereiro em Victoria, Austrália Meridional e Tasmânia. O macho da cacatua-negra-de-cauda-amarela corteja inchando a crista e abrindo as penas da cauda para exibir sua plumagem amarela. Com um rosnado suave, ele se aproxima da fêmea e se curva para ela três ou quatro vezes. Seu anel ocular também pode ficar mais rosado. O ninho é feito em grandes cavidades verticais de árvores altas, geralmente eucaliptos, que podem estar vivos ou mortos. Geralmente, são escolhidas árvores isoladas, para que os pássaros possam voar de e para elas sem impedimentos. A mesma árvore pode ser usada por muitos anos. Um estudo de 1994 sobre locais de nidificação em florestas de Eucalyptus regnans na Cordilheira Strzelecki, no leste de Victoria, constatou que a idade média das árvores usadas para cavidades pela cacatua-negra-de-cauda-amarela era de 228 anos. Os autores observaram que o tempo de rotação de 80 a 150 anos proposto para as florestas manejadas afetaria o número de árvores adequadas.
As cavidades podem ter de 1 a 2 metros de profundidade e 0,25 a 0,5 metros de largura, com uma base de lascas de madeira. Uma derrubada casual de um eucalipto conhecido por ter sido usado como árvore de nidificação perto de Scottsdale [en], no nordeste da Tasmânia, permitiu que fossem feitas medições precisas, resultando em uma cavidade medindo 56 cm de altura por 30 cm de largura e pelo menos 65 cm de profundidade, em uma árvore que media 72 cm de diâmetro abaixo da cavidade. Tanto o macho quanto a fêmea preparam a cavidade para a reprodução, o que envolve descascar ou raspar as aparas de madeira do interior da cavidade para preparar a cama para os ovos. Ocasionalmente, também são adicionadas folhas de goma. A ninhada consiste em um ou dois ovos ovais arredondados, brancos e sem brilho. O primeiro ovo tem, em média, cerca de 47 ou 48 mm de comprimento e 37 mm de diâmetro. O segundo ovo é cerca de 2 mm menor em toda a extensão e é posto de dois a sete dias depois. A fêmea incuba os ovos sozinha e começa após o término da postura. Ela entra na cavidade com os pés primeiro e é visitada pelo macho, que traz comida de duas a quatro vezes por dia. Mais tarde, ambos os pais ajudam a criar os filhotes. O segundo filhote é negligenciado e geralmente morre na infância. Não há informações sobre a reprodução dos pássaros na natureza; no entanto, o período de incubação em cativeiro é de 28 a 31 dias. Os filhotes recém-nascidos são cobertos com penugem amarela e têm bicos cor-de-rosa que desbotam para um branco acinzentado mais ou menos na época em que aprendem a voar. Os filhotes abandonam o ninho três meses após a eclosão dos ovos, e permanecem na companhia dos pais até a próxima estação reprodutiva.
Como outras cacatuas, essa espécie tem vida longa. Um par de cacatuas-negras-de-cauda-amarela no Zoológico de Roterdã parou de se reproduzir quando tinha 41 e 37 anos de idade, mas ainda mostrava sinais de vínculo estreito. As aves parecem atingir a maturidade sexual entre quatro e seis anos de idade; essa é a faixa etária de reprodução registrada em cativeiro.

### Alimentação

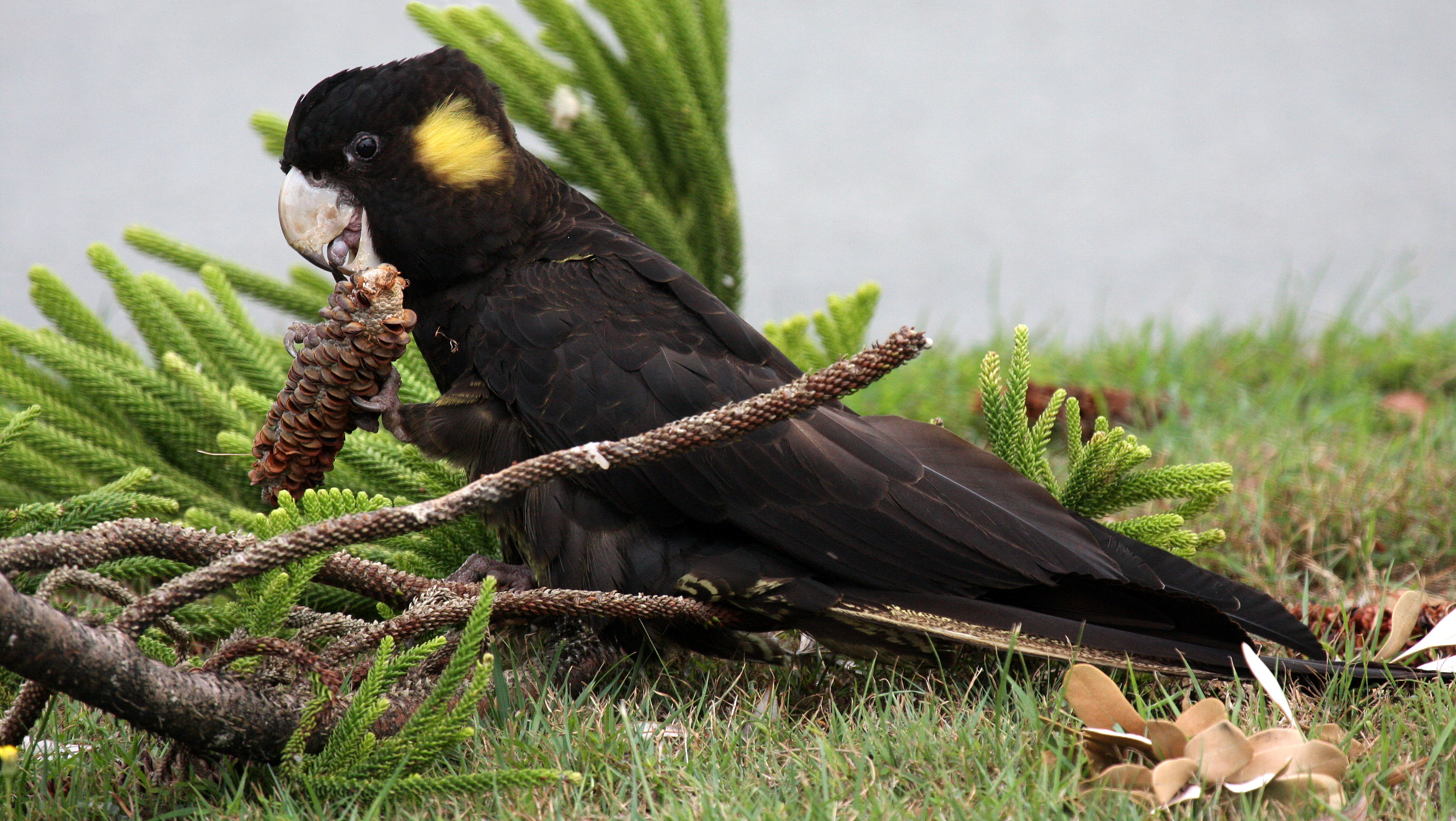
Fêmea se alimentando de Banksia integrifolia.

A dieta da cacatua-negra-de-cauda-amarela é variada e está disponível em uma gama de habitats dentro de sua área de distribuição, o que reduz sua vulnerabilidade à degradação ou mudança de habitat. Grande parte da dieta é composta por sementes de árvores nativas, principalmente carvalhos (Allocasuarina e Casuarina, incluindo A. torulosa [en] e A. verticillata [en]), mas também de Eucalyptus (incluindo flores de C. maculata e sementes de E. nitida [en]), Acacia (incluindo galhas), Banksia (incluindo vagens verdes e sementes de B. serrata, B. integrifolia e B. marginata) e espécies de Hakea (incluindo H. gibbosa [en], H. rugosa [en], H. nodosa [en], H. sericea, H. cycloptera [en] e H. dactyloides [en]). Elas também gostam de pinhas em plantações de Pinus radiata introduzido e de outras árvores introduzidas, incluindo Cupressus torulosa [en], Betula pendula e os brotos de olmos da espécie Ulmus. Na Península de Eyre, a cacatua-negra-de-cauda-amarela tornou-se dependente do pinheiro-de-alepo (Pinus halepensis) introduzido, juntamente com espécies nativas. O néctar também faz parte da dieta, como o de arbustos nativos, incluindo espécies de Grevillea e Lambertia formosa [en].

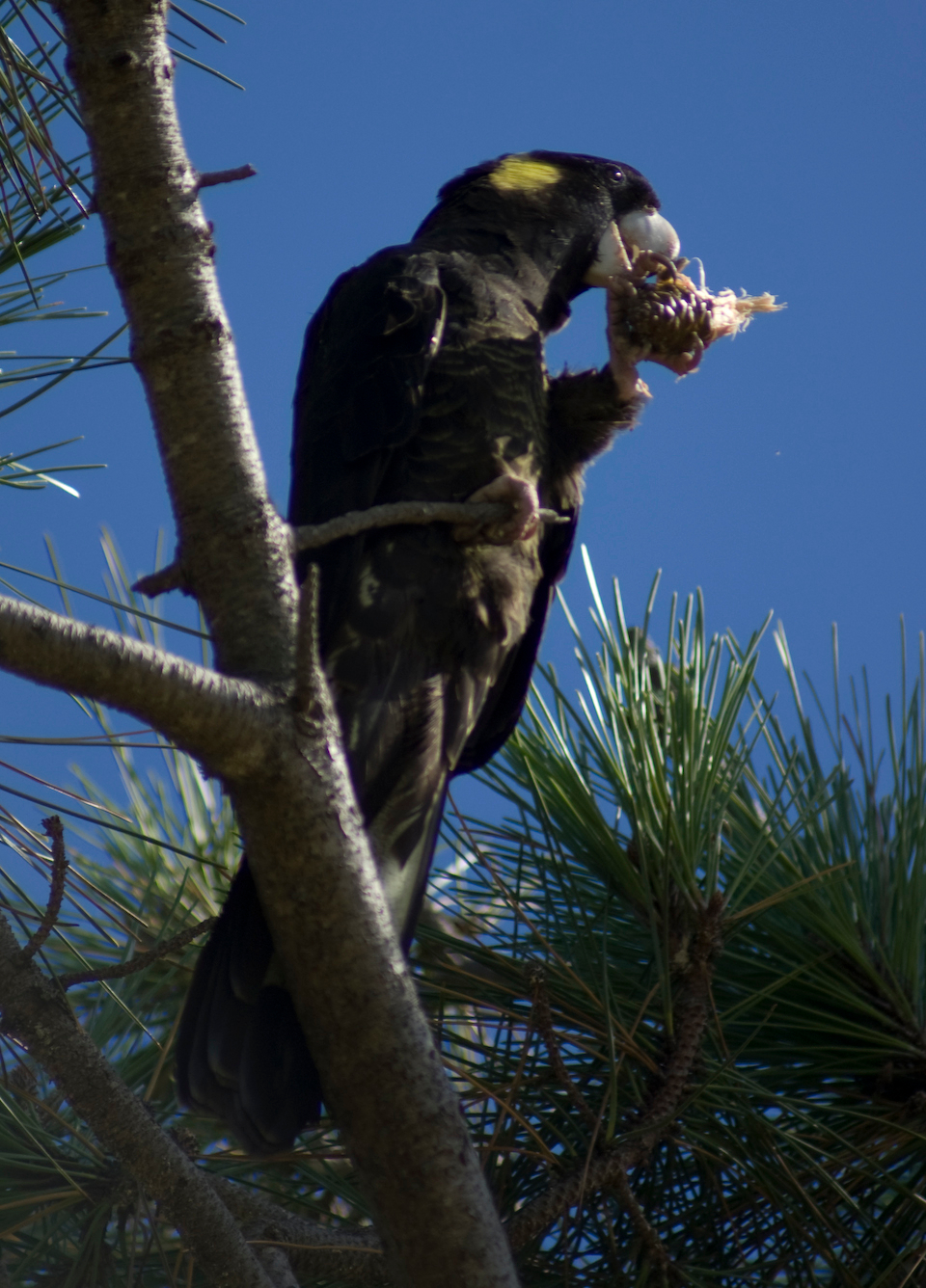
Uma fêmea da raça funereus comendo uma pinha no en, Austrália.

A cacatua-negra-de-cauda-amarela gosta muito de larvas de besouros que perfuram árvores, como o besouro Tryphocaria acanthocera e a mariposa Endoxyla cinereus [en]. Os pássaros as procuram o ano todo, mas principalmente em junho e julho, quando as lagartas das mariposas estão maiores e elas estão acompanhadas de seus filhotes recém-nascidos. Eles procuram cavidades e dão mordidas exploratórias em busca de larvas. Se forem bem-sucedidas, elas descascam e rasgam uma tira de casca para fazer um poleiro para si mesmas antes de continuar a arrancar as larvas, que fizeram um túnel profundo no cerne da árvore.
Uma cacatua-negra-de-cauda-amarela foi observada arrancando pedaços de casca de 4 cm × 2 cm do tronco de uma árvore Leptospermum morta no pântano de Acacia melanoxylon perto de Togari [en], no noroeste da Tasmânia. Em seguida, raspou com o bico uma camada de material branco de cerca de 0,5 mm de espessura da superfície interna. Essa camada branca acabou se revelando como fungos hifomicetos [en] e bolor limoso que cresceram no câmbio cortical da casca.
Foi relatado que cacatuas-negras-de-cauda-amarela se aglomeram em árvores do gênero Banksia dez dias após incêndios florestais, quando os folículos se abrem. No caso dos pinheiros, elas preferem as pinhas verdes, cortando-as pelo caule e segurando-as com um pé, depois levantando sistematicamente cada segmento e extraindo a semente. Uma cacatua gasta cerca de vinte minutos em cada pinha.
Elas bebem em vários locais, desde bebedouros até poças, e o fazem no início da manhã ou no final da tarde. Larvas de insetos e sementes de Fabaceae estão entre os alimentos que, segundo relatos, foram dados aos filhotes.

### Parasitas
Em 2004, foi demonstrado que uma cacatua-negra-de-cauda-amarela em cativeiro e dois espécimes de boca-de-sapo-australiano [en] (Podargus strigoides) com sintomas neurológicos estavam hospedando o parasita Angiostrongylus cantonensis. Eles foram os primeiros hospedeiros não mamíferos descobertos para o organismo. Uma espécie de ácaro, Psittophagus calyptorhynchi, também foi isolada da cacatua-negra-de-cauda-amarela, seu único hospedeiro até o momento.

## Relação com os seres humanos

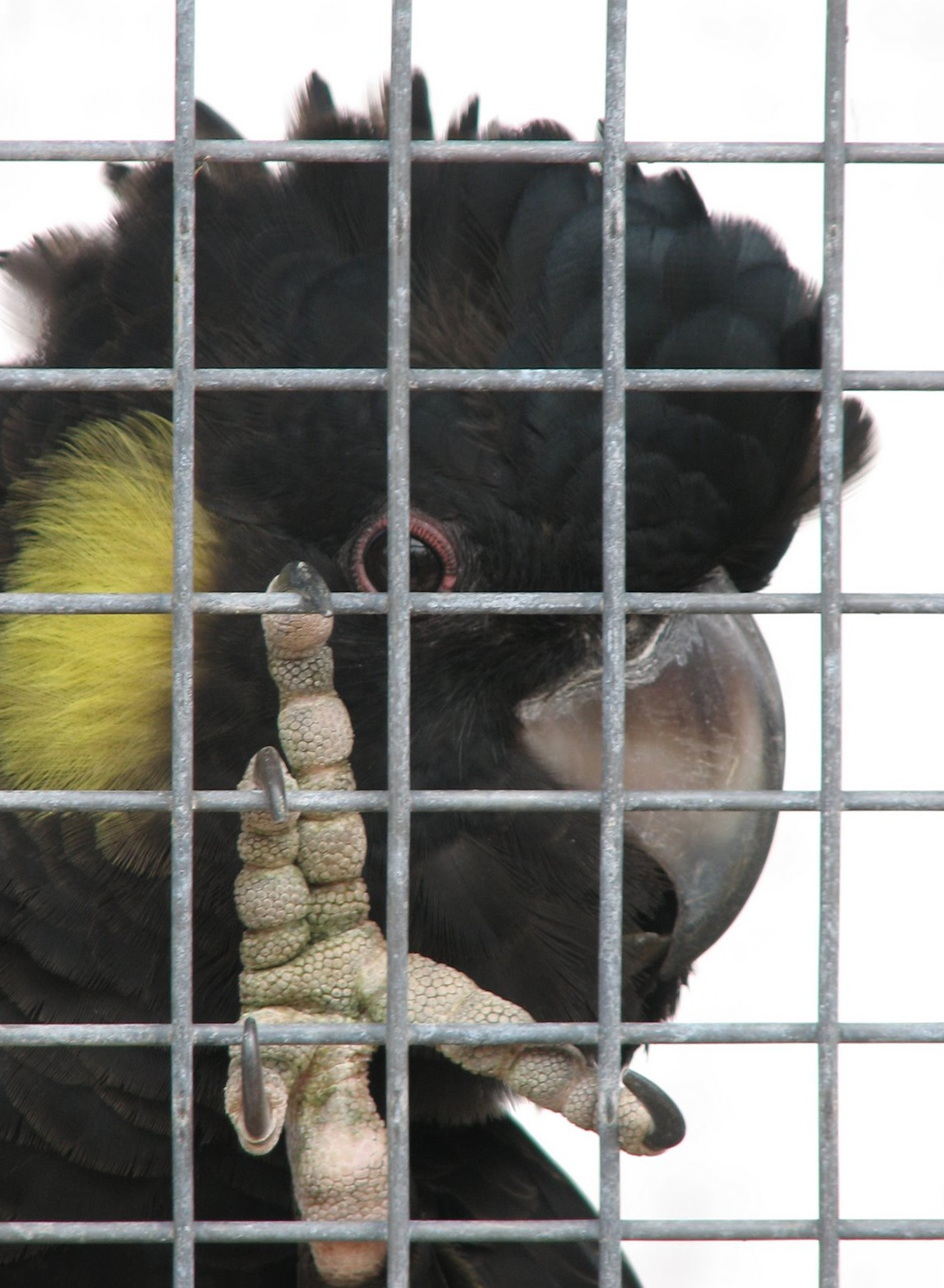
No Flying High Bird Habitat, Queensland, Austrália.

As cacatuas-negras-de-cauda-amarela podem causar danos em plantações de pinheiros e eucaliptos, enfraquecendo os troncos ao arrancar pedaços de madeira para extrair larvas de mariposas. Em locais com essas plantações, a população da larva da mariposa Xyleutes boisduvali cresce, o que leva ao aumento da predação (e, portanto, dos danos às árvores) pelas cacatuas. Além disso, as plantações geralmente não têm vegetação rasteira, o que poderia ter evitado que as cacatuas danificassem as árvores mais jovens. As cacatuas-negras-de-cauda-amarela foram abatidas como pragas biológicas em alguns distritos de Nova Gales do Sul até a década de 1940 por esse motivo.
Embora seja classificada como espécie pouco preocupante na Lista Vermelha da IUCN, e não esteja listada nacionalmente como espécie ameaçada, a cacatua-negra-de-cauda-amarela está diminuindo em número em Victoria e na Austrália Meridional. Isso se deve à fragmentação do habitat e à perda de árvores de grande porte usadas para cavidades de reprodução, embora as aves tenham se tornado mais abundantes nas proximidades de plantações de pinheiros. Ela está listada como espécie vulnerável na Austrália Meridional, devido ao seu declínio nas cordilheiras de Adelaide e Mount Lofty, e, particularmente, à situação perigosa da pequena população isolada na Península de Eyre, que sofreu um declínio acentuado desde a colonização europeia, provavelmente devido à perda de habitat adequado. Um programa de recuperação foi iniciado em 1998. Os esforços para aumentar a população incluem cercar remanescentes de mata nativa, plantar plantas comestíveis, como a Hakea rugosa, monitorar a reprodução e criar filhotes em cativeiro. Como resultado, a população aumentou de um mínimo de 19 a 21 indivíduos em 1998.
Essa espécie raramente era vista em cativeiro antes do final da década de 1950, período após o qual um grande número de aves capturadas na natureza entrou no mercado australiano. Desde então, ela se tornou mais comum, mas ainda é raramente vista fora da Austrália. As cacatuas-negras-de-cauda-amarela em cativeiro precisam de um aviário grande para evitar apatia e problemas de saúde. Há algumas evidências de que a proteína pode ser mais importante para elas do que para outras cacatuas, e o baixo teor de proteína tem sido associado à produção de ovos sem gema em cativeiro. As fêmeas, em particular, gostam de larvas-da-farinha. Elas podem ser calmas e tolerar o compartilhamento de um recinto com Psittaciformes menores, mas não lidam com perturbações durante a reprodução. Assim como outras cacatuas-negras, as cacatuas-negras-de-cauda-amarela raramente são vistas em zoológicos europeus, uma vez que a Austrália restringiu a exportação de vida selvagem em 1959, mas as aves apreendidas por agências governamentais na Alemanha, Holanda e Reino Unido foram emprestadas a zoológicos que são membros da Associação Europeia de Zoológicos e Aquários. Em 2000, havia pares de cacatuas-negras-de-cauda-amarela no zoológico Loro Parque [en] de Puerto de la Cruz, na Espanha, e em Roterdã. Como a maioria dos Psittaciformes, a cacatua-negra-de-cauda-amarela é protegida pela Convenção sobre o Comércio Internacional das Espécies Silvestres Ameaçadas de Extinção (CITES) com sua colocação na lista do Apêndice II de espécies vulneráveis, o que torna ilegal a importação, exportação e comércio de animais selvagens capturados na lista.

## Textos citados
- Cameron, Matt (2008). Cockatoos 1st ed. Collingwood, Victoria: CSIRO Publishing. ISBN 978-0-643-09232-7

- Forshaw, Joseph M. (2006). Parrots of the World; an Identification Guide. Ilustrado por Frank Knight. [S.l.]: Princeton University Press. ISBN 0-691-09251-6

- Forshaw, Joseph M.; Cooper, William T. (2002). Australian Parrots 3rd ed. Robina: Alexander Editions. ISBN 0-9581212-0-6

- Higgins, P. J. (1999). Handbook of Australian, New Zealand and Antarctic Birds. Volume 4: Parrots to Dollarbird. Melbourne: Oxford University Press. ISBN 0-19-553071-3

- Lendon, Alan H. (1973). Australian Parrots in Field and Aviary. [S.l.]: Angus & Robertson. ISBN 0-207-12424-8